# جرمایا جانسون
جرمایا جانسون (انگلیسی: Jeremiah Johnson) فیلمی در ژانر وسترن و درام به کارگردانی سیدنی پولاک است که در سال ۱۹۷۲ منتشر شد. از بازیگران آن می‌توان به رابرت ردفورد، ویل گیر، پال بندیکت، مت کلارک و جک کالوین اشاره کرد.